# Machlotica
Machlotica é um gênero de mariposa pertencente à família Acrolepiidae.